# Sclerophrys regularis
El sapo común africano (Sclerophrys regularis) es una especie de anfibios anuros de la familia Bufonidae.

## Distribución geográfica y hábitat
Habita en el norte de Angola, Benín, Burkina Faso, Camerún, Cabo Verde, República Centroafricana, Chad, República del Congo, República Democrática del Congo, Costa de Marfil, Egipto, Etiopía, Gabón, Ghana, Guinea, Guinea Bissau, Kenia, Liberia, Malí, Níger, Nigeria, Ruanda, Senegal, Sierra Leona, Sudán, Sudán del Sur, Uganda y, posiblemente en Burundi, Guinea Ecuatorial, Eritrea, Gambia, Mauritania, Tanzania, Togo y Yibuti.
Se ha introducido en Cabo Verde. Posiblemente las poblaciones del paleártico de África (excepto las de Egipto) correspondan a Sclerophrys xeros.
Su hábitat natural incluye sabanas secas, zonas secas de arbustos tropicales o subtropicales, praderas temporalmente inundadas, ríos, lagos de agua dulce, jardines rurales, áreas urbanas y zonas previamente boscosas ahora muy degradadas.